# I'm Gonna Be Alright
"I'm Gonna Be Alright" é uma canção da cantora americana Jennifer Lopez, que foi lançada como single em 2002. Essa canção foi originalmente gravada apenas por Jennifer Lopez, para o seu segundo álbum de estúdio J.Lo, de 2001. A versão remix intitulada, "I'm Gonna Be Alright" (Track Masters Remix), foi gravada para o álbum de 2002, J to tha L–O! The Remixes, em parceria com o rapper Nas.
Originalmente, a versão remix foi gravada em parceria com o rapper 50 Cent, mas o single foi lançado em parceria com o rapper Nas.

## Videoclipe
O videoclipe foi dirigido por Dave Meyers e filmado no Bronx, Nova Iorque, com a participação rapper Nas. No clipe, Jennifer é mostrada em um dia quente de verão em Nova Iorque, onde ela lava roupa, escuta música em uma loja de discos e joga basebol.

## Faixas e formatos
Estados Unidos CD single com "Alive"
1. "I'm Gonna Be Alright" (Track Masters Remix com Nas) – 2:52
2. "I'm Gonna Be Alright" (Track Masters Remix) – 3:14
3. "I'm Gonna Be Alright" (Track Masters Remix Instrumental) – 3:14
4. "Alive" (Thunderpuss Club Mix) – 8:51
5. "Alive" (Thunderpuss Tribe-A-Pella) – 7:50

Europa CD single com "Walking on Sunshine"
1. "I'm Gonna Be Alright" (Track Masters Remix featuring Nas) – 2:52
2. "I'm Gonna Be Alright" (Track Masters Remix) – 3:14
3. "Walking on Sunshine" (Metro Remix) – 5:50
4. "I'm Gonna Be Alright" (Track Masters Remix featuring Nas) (Video)

Austrália CD single
1. "I'm Gonna Be Alright" (Track Masters Remix com Nas) – 2:52
2. "I'm Gonna Be Alright" (Track Masters Remix) – 3:14
3. "Pleasure Is Mine" – 4:17
4. "No Me Ames" (Pablo Flores Club Remix) (com Marc Anthony) – 4:34